# هیرومی گو
هیرومی گو (به ژاپنی: 郷 ひろみ Gō Hiromi)، با نام واقعی هیرومی هاراتاکه (به ژاپنی: 原武 裕美 Haratake Hiromi)، یک خواننده و هنرپیشه اهل ژاپن است.